# A zöld, a bíbor és a fekete (album)
A zöld, a bíbor és a fekete 1995-ben, Bencsik Sándor emlékére megjelent válogatásalbum.

## Dalok
1. P. Box – Soha nem elég (Bencsik Sándor – Vikidál Gyula) 1983
2. P. Box – Vágtass velem (Bencsik Sándor – Vikidál Gyula, Gombócz Lajos) 1983
3. P. Box – Ómen (Bencsik Sándor – Vikidál Gyula) 1985
4. P. Box – Halálkatlan (Bencsik Sándor – Cserháti István) 1982, BS
5. P. Mobil – Csillag leszel (Bencsik Sándor – Schuster Lóránt) 1980, Corvin mozi
6. Metál Company – A dongó (Rimszkij-Korszakov – Bencsik Sándor és Lerch István feldolgozása) 1986
7. Bill és a Box Company – Ha megszólalnál (Bencsik Sándor, Zselencz László, Deák Bill Gyula – Varga Mihály) 1987, E Klub, a dal ezen a lemezen jelent meg először
8. Bill és a Box Company – Névtelen hős (Bencsik Sándor – Vikidál Gyula) 1987, E Klub, ebben a formában ezen a lemezen jelent meg először
9. 4 Rocktenor & P. Mobil – A zöld, a bíbor és a fekete (Sáfár József – Cserháti István, Csiga Sándor) 1995, erre a lemezre készült felvétel

## Közreműködtek
- Bencsik Sándor (P. Mobil, P. Box, Bill és a Box Company, Metál Company) – gitár
- Bergendy István – szaxofon (5.)
- Cserháti István (P. Mobil, P. Box) – billentyűs hangszerek (1–5.)
- Deák Bill Gyula (Bill és a Box Company) – ének (7-9.)
- Kékesi László (P. Mobil) – basszusgitár (5., 9.)
- Lerch István – szintetizátor (6.)
- Mareczky István (P. Mobil) – dob, ütőhangszerek (5.)
- Mr. Basary (Bill és a Box Company, Metál Company) – billentyűs hangszerek (7-8.)
- Pálmai Zoltán (P. Box, Bill és a Box Company, Metál Company) – dob, ütőhangszerek (3., 6-8.)
- Papp Tamás – dob, ütőhangszerek (6.)
- Póta András (P. Mobil) – dob, ütőhangszerek (9.)
- Sáfár József – (P. Box) basszusgitár (1–2., 4.)
- Sárvári Vilmos (P. Mobil) – gitár (9.)
- Schuster Lóránt (P. Mobil) – zenekarvezető (5., 9.)
- Szabó István (P. Box) – dob, ütőhangszerek (1-2., 4.)
- Tunyogi Péter (P. Mobil) – ének (5., 9.)
- Varga Miklós (P. Box) – ének (4., 9.)
- Vikidál Gyula (P. Box, ex-P.Mobil) – ének (1–3., 9.)
- Zeffer András (P. Mobil) – billentyűs hangszerek (9.)
- Zselencz László (P. Box, Bill és a Box Company, Metál Company) – basszusgitár (3., 6–8.)